# Ratpenat de Schwartz
El ratpenat de Schwartz (Myotis martiniquensis) és una espècie de ratpenat de la família dels vespertiliònids. Viu a Barbados, Dominica, Guadalupe i Martinica. No es disposa d'informació sobre el seu hàbitat i la seva ecologia. Es tracta d'un animal insectívor. Està amenaçat per fenòmens meteorològics com ara huracans.